# Schafkopf (Venedigergruppe)
Der Schafkopf ist ein 2922 m ü. A. hoher Berggipfel im Habachkamm der Venedigergruppe. Er liegt im Südwesten des Bezirks Zell am See (Land Salzburg) im Gemeindegebiet von Hollersbach im Pinzgau. Nördlich des Schafkopfs liegt der Larmkogel (3017 m ü. A.), der vom Schafkopf durch die Larmkogelscharte (2934 m ü. A.) getrennt ist. Im Süden trennt die Seescharte (2799 m ü. A.) den Schafkopf vom Kratzenberg (3022 m ü. A.). Östlich liegt der Kratzenbergsee. 
Beim Schafkopf handelt es sich um einen langen Gratrücken ohne alpine Bedeutung, der unschwer aus der Larmkogelscharte begangen werden kann. Er wurde von Franz Keil benannt und stellt den frühest erstiegenen Gipfel der Venedigergruppe dar. Der Schafkopf wurde dabei bereits um 1500 von Jägern aus Habach bei der Hege der ehemaligen Steinbockkolonie im Larmkar besucht.
Eine Alpenvereinshütte, die Neue Thüringer Hütte, liegt etwa 700 m unterhalb des Gipfels. 